# Jill Peeters
Jill Peeters (Roeselare, 10 maart 1975) is een Vlaamse weervrouw.

## Levensloop
Op de middelbare school volgde Peeters natuurwetenschappen en wiskunde. Haar vrije tijd ging uit naar muziek en chiro. Nadien volgde ze geografie aan de Katholieke Universiteit Leuven met als specialisatie weer- en klimaatkunde. Na haar studies werkte Peeters in de kledingzaak van haar ouders, terwijl ze bleef solliciteren bij de VTM en de VRT. In 2000 werd ze bij VTM aanvaard en mocht ze samen met Eddy De Mey het weer presenteren. In oktober 2002 verliet ze VTM. In 2003 was ze te zien op TV1 in Graag gedaan, een lifestyleprogramma dat ze met Peter Van Asbroeck presenteerde, en op Vitaya, waar ze het programma Klinkende munt presenteerde, een reeks over geldzaken. In 2004 werd ze opnieuw weervrouw op VTM, wat ze na een onderbreking (2019-2022) nog steeds is.
Peeters heeft meerdere boeken geschreven: Jill doet het WEER. Hierin geeft ze inzicht in hoge en lage drukgebieden, klimaatschommelingen, isobaren en geeft ook een antwoord op vragen zoals "is het weer beter aan onze kust?", "wat met het gat in de ozonlaag?" en "verdrinken we met z’n allen als het klimaat opwarmt?". Haar tweede boek is getiteld "Onze planeet wordt heet!" en heeft als ondertitel "Global warming bij ons". In 2014 bracht Peeters een boek uit over de oorzaken en gevolgen van de klimaatverandering: "40 graden in de schaduw".
In 2012 maakte Peeters haar filmdebuut in de film K3 Bengeltjes, waarin ze de weervrouw van de wolken speelt. In 2017 startte ze met een internationale samenwerking van weermannen en -vrouwen, "Climate Without Borders". Op 18 september 2017 werd Peeters een stichtend lid van het "Climate Action Leadership Network", in het kader van het VN-klimaatverdrag.
Eind 2019 stopte ze als VTM-weervrouw, onder meer om zich te focussen op haar studie aan de Katholieke Universiteit Leuven.
In 2020 ging ze aan de slag bij Canvas, waar ze een reeks maakt over klimaat en biodiversiteit onder de titel Wat houdt ons tegen, dat in 2021 werd uitgezonden.
In 2022 keerde ze terug naar VTM, waar ze opnieuw weervrouw werd. Voor VTM Nieuws werd ze ook weer- en klimaatexperte en voor zusterbedrijf Het Laatste Nieuws podcastmaker.

## Privé
Peeters trouwde in 2001. Ze heeft drie dochters.

## Prijzen
- Tijdens het achtste congres van de "European Meteorological Society" in Amsterdam werd Peeters op 1 oktober 2008 gekozen voor de "TV Weather Forecast 2008 Trophy Award".[10][11]
- In 2016 werd de Wablieft-prijs (prijs voor klare taal) aan haar toegekend.
- In 2018 ontving ze een Ereteken van de Vlaamse Gemeenschap.[12]
- In 2018 kreeg ze een prijs met Climate Without Borders voor ‘beste klimaatoplossing’ in de categorie ‘onderwijs en media’ uitgereikt door het Centro Mediterraneo sui Cabiamenti Climatici (CMCC)[13]

## Televisie
- Wat houdt ons tegen (2021)
- Vrede op Aarde (2019)
- Lang Leve ... Marco Borsato (2014)
- Zijn er nog kroketten? (2013)
- Safety First (2013)
- Manneke Paul
- Half 8 Live! (2012)
- Phara (2010)
- Zonde van de zendtijd (2009)
- De foute quiz (2008)
- Klinkende munt (2003)
- Graag gedaan (2003) - als presentatrice samen met Peter Van Asbroeck
- Het weer VTM (2000-2002, 2004-2019, 2022-heden) - als weervrouw

## Films
- K3 Bengeltjes als Weervrouw (2012)